# SWEEPS-4 b
SWEEPS-4 b est une planète extrasolaire (exoplanète) confirmée, en orbite autour de l'étoile SWEEP-4 (SWEEPS J175853.92−291120.6), une naine jaune-blanc de la séquence principale située à une distance d'environ 27 700 années-lumière (8 500 parsecs) du Soleil, dans la constellation zodiacale du Sagittaire.
Elle a été détectée en 2006 par la méthode des transits,, dans le cadre du programme Sagittarius Window Eclipsing Extrasolar Planet Search (en) (SWEEPS).
Il s'agirait d'un Jupiter chaud.